# Irlands provinser
Sedan äldre tid har ön Irland varit indelad i fyra eller fem provinser. Dessa var tidigare egna kungadömen, senare del av ett mer enat Irland.

## Fyra traditionella provinser
1. Leinster (12[2] grevskap i öster; invånarantal: 2 292 939; största stad: Dublin)
2. Munster (6 grevskap i sydväst; invånarantal: 1 172 170; största stad: Cork)
3. Connacht (5 grevskap i nordväst; invånarantal: 503 083; största stad: Galway)
4. Ulster (9[3] grevskap i norr; invånarantal: 1 993 918; största stad: Belfast)

Invånarantalet gäller för år 2006.

## Historia
När stamsamhällena fick ge plats för småkungadömen för över tusen år sen slog sig dessa med tiden sig samman och bildade provinser, exempelvis provinsen Uladh som ungefär motsvaras av det nutida Ulster, det vill säga de nio grevskapen i norr.
Ursprungligen fanns även en femte provins, Meath (ursprungligen Mide), som under tidig medeltid var ett kungarike och numera är en del av provinsen Leinster. Det iriska ordet cúige som betyder fem/femte, betyder även provins. I Meath (norr om Dublin) fanns Irlands högkung med säte i Tara.
Varje provins består av flera grevskap (på samma sätt som Sveriges landsdelar består av flera landskap) så att gränserna sammanfaller. Provinsindelningen används numera inte inom samhällets styrelse och administration, men däremot inom kultur och idrott och dess organisationer.